# Саморуков, Андрей Николаевич
Андрей Николаевич Саморуков (30 мая 1970, Москва) — советский и российский футболист, вратарь; тренер.

## Биография
Родился в Москве, является воспитанником СДЮШОР-3 Советского РОНО (Москва), затем занимался в секции СК ЭШВСМ. В 1987 году стал выступать за основной состав команды. После трёх лет перешёл в воронежский «Факел». В высшем дивизионе чемпионата России выступал за «Текстильщик», «Ротор», «Уралан», московское «Динамо», «Сатурн».
После сезона 2005 года завершил игровую карьеру и стал работать в футбольной школе ЦСКА, тренируя вратарей старших возрастов.

## Достижения
- Занял третье место в списке 33 лучших футболистов чемпионата России 1993 года.
- Вратарь года: 1996
- Звание Герой Калмыкии с вручением Ордена Белого Лотоса (август 1998) — за большой вклад в победу над московским «Спартаком»[3]

## Личная жизнь
Сын Дмитрий (1999 г.р.) — хоккеист.
Сын Илья (1996 г.р.)-футболист